# Celeris
En la mitología griega, Celeris o Cílaro (Κύλλαρος / Kýllaros) es uno de los caballos que Hermes o Hera regaló a los Dióscuros, junto con Janto, Flogeo y Hárpago. Este caballo fue padre de dos corceles que llevaban el carro del adivino Anfiarao.

En Estesícoro:
«(Hermes les entregó) a Flogeo y Hárpago, veloces hijos de Podarga; y Hera, a Janto y Cílaro».
En Virgilio:
«La crin es espesa y, sacudida, descansa sobre el hombro derecho, mas una espina doble se extiende por los lomos y escarba la tierra el casco y produce un sonido fuerte con su macizo cuerno. Tal fue el Cílaro, domado por las riendas de Pólux Amicleo, y tales los caballos de Marte (Ares) en pareja uncidos y el tiro del carro del gran Aquiles, que celebraron los poetas griegos. Tal apareció Saturno (Crono) mismo, cuando, a la llegada de su esposa, rápido extendió su crin sobre su cuello equino y llenó, al huir, el alto Pelión de un relincho agudo».
Según Richard Hinckley Allen, algunos mitólogos decían que la constelación de Equuleus representaba a Celeris o Cílaro —este autor diferencia los dos caballos señalando que Celeris fue entregado por Hermes a Cástor mientras Cílaro fue entregado por Hera a Pólux.